# Spritzwürmer
Die Spritzwürmer (Sipuncula von lateinisch sipunculus ‚kleines Röhrchen‘) sind eine 320 Arten umfassende Gruppe bodenbewohnender Meereswürmer. Sie sind nicht segmentiert. Der schlanke rüsselartige Vorderkörper kann in den Hinterleib eingezogen werden. Am Ende des Vorderkörpers sitzt ein Kranz mit Fühlern, mit denen sie ihre Nahrung, Detritus und kleine Organismen, aufnehmen.
Die Tiere erreichen Längen zwischen einem und 50 Zentimeter.

## Systematik

### Äußere Systematik
Die verwandtschaftliche Zuordnung der Tiere war bis vor kurzem vollkommen unklar. Bis weit in die 1960er Jahre wurden sie beispielsweise mit Stachelhäutern (Echinodermen) in Verbindung gebracht, außerdem auch mit Weichtieren (Mollusken). Eine andere Deutung stellte Beziehungen zu Ringelwürmern (Anneliden) her, wobei hier sowohl eine Art Vorläuferstatus der Spritzwürmer, als auch ein abgeleiteter Status (also sekundärer Verlust einer Körpersegmentierung, ausgehend von dem ringelwurmartigen Ausgangsstadium) postuliert wurde.
Die letztgenannte Interpretation wird neuerdings durch molekulargenetische Studien stark unterstützt. Demnach sind die Spritzwürmer eine Innengruppe der Vielborster (Polychaeta), bei denen ohnehin zahlreiche Fälle von sekundären Segmentierungsverlusten bekannt sind. Diese Einordnung impliziert, dass die Nuchalorgane (spezielle chemosensorische Sinnesorgane) der Spritzwürmer homolog zu den Nuchalorganen der Vielborster sind, was vorher von der traditionellen Morphologie aufgrund feinbaulicher Unterschiede weitgehend abgelehnt worden war.
Mit dieser Einordnung bei den Ringelwürmern müsste auch der bisherige Status der Spritzwürmer als eigener Tierstamm aufgegeben werden. Allerdings sind in dieser Hinsicht auch die Ringelwürmer zurzeit in Auflösung begriffen, so dass man zunächst die Neuordnung der Ringelwürmer abwarten muss. Ganz allgemein könnte man die Spritzwürmer als Gliedertiere (Articulata) im weitesten Sinne bezeichnen, doch selbst diese einst sehr anerkannte Großgruppe wird neuerdings aufgrund der Etablierung der Häutungstiere (Ecdysozoa) als Abstammungsgemeinschaft angezweifelt.

### Innere Systematik
- Klasse Sipunculidea
  - Ordnung Sipunculiformes
    - Familie Sipunculidae

  - Ordnung Golfingiiformes
    - Familie Golfingiidae
    - Familie Phascolionidae
    - Familie Themistidae
- Klasse Phascolosomatidea
  - Ordnung Phascolosomatiformes
    - Familie Phascolosomatidae

  - Ordnung Aspidosiphoniformes
    - Familie Aspidosiphonidae